# Tim Grossniklaus
Tim Grossniklaus (né le 25 février 1995 à Beatenberg) est un joueur de hockey sur glace professionnel suisse. Il évolue à la position de défenseur.

## Biographie

### Jeunesse
Tim Grossniklaus évolue dans le mouvement junior du CP Berne dès 2007. En 2010-2011, il remporte le titre de champion d'Élite Novizen avec les moins de 17 ans et en 2013-2014, le titre de champion Élite Junior A avec les moins de 20 ans.

### En club
Tim Grossniklaus fait ses débuts professionnelles lors de la saison 2012-2013 avec le CP Berne en LNA. Le 23 février 2013, il dispute son premier match officiel et le 26 février 2013, il obtient son premier point, une passe pour un but de Martin Plüss. Il doit attendre la saison 2014-2015 pour disputer à nouveau huit rencontres en LNA. Fin décembre, il est prêté au EHC Olten en LNB. Ayant disputé un match lors de la Coupe Suisse, la demi-finale face au ZSC Lions, il figure dans l'effectif champion.
Pour la saison 2015-2016, il s'engage avec le SC Rapperswil-Jona Lakers en LNB, avec qui il réalise un beau parcours, terminant premier de la saison régulière et se rendant jusqu'en finale des séries éliminatoires face au HC Ajoie. La saison suivante, il se rend à nouveau en finale et s'incline 3-4 face au SC Langenthal.
Après deux ans en LNB, il obtient sa chance en National League avec le HC Davos. Il dispute 32 rencontres, sans aucun point. Il participe aussi à la Ligue des champions (5 matchs), Coupe Spengler (1 match) et en Coupe Suisse (4 matchs). Fin janvier, il rejoint le Genève-Servette HC pour le reste de la saison.
En 2018-2019, il effectue un retour avec l'EHC Olten en Swiss League. En 41 rencontres, il totalise 27 points et présente un bilan +/- de 30, soit le meilleur de la ligue.
La saison suivante, il s'engage avec le SC Langnau Tigers. Après 16 rencontres, il est prêté au EHC Kloten avec qui il finit la saison. Les trois saisons suivantes, il continue de jouer pour Langnau, disputant 148 parties pour 23 points, tout en aidant le club à se sauver de la relégation en 2022-2023.
En vue du nouveau championnat, 2023-2024, il rejoint le SC Rapperswill en NL. Au mois de janvier, il est prêté au HC Viège et définitivement transféré au mois de mars. Il est sacré champion de Swiss League au terme de la saison 2024-2025 avec Viège et défie le HC Ajoie lors du barrage de Qualification pour la NL, mais perd cette série en cinq matchs.

## Statistiques

### En club
| Saison    | Équipe                    | Ligue            |     | Saison régulière | Saison régulière | Saison régulière | Saison régulière | Saison régulière |   | Séries éliminatoires | Séries éliminatoires | Séries éliminatoires | Séries éliminatoires | Séries éliminatoires |
| Saison    | Équipe                    | Ligue            | PJ  | B                | A                | Pts              | Pun              | PJ               | B | A                    | Pts                  | Pun                  |                      |                      |
| 2011-2012 | CP Berne U20              | Élites A         | 8   | 0                | 1                | 1                | 10               | -                | - | -                    | -                    | -                    |                      |                      |
| 2012-2013 | CP Berne U20              | Élites A         | 38  | 0                | 5                | 5                | 16               | 11               | 2 | 0                    | 2                    | 4                    |                      |                      |
| 2012-2013 | CP Berne                  | LNA              | 2   | 0                | 1                | 1                | 0                | -                | - | -                    | -                    | -                    |                      |                      |
| 2013-2014 | CP Berne U20              | Élites A         | 36  | 5                | 11               | 16               | 56               | 12               | 2 | 4                    | 6                    | 6                    |                      |                      |
| 2014-2015 | CP Berne U20              | Élites A         | 19  | 4                | 7                | 11               | 24               | 8                | 0 | 4                    | 4                    | 24                   |                      |                      |
| 2014-2015 | CP Berne                  | LNA              | 8   | 0                | 0                | 0                | 0                | -                | - | -                    | -                    | -                    |                      |                      |
| 2014-2015 | EHC Olten                 | LNB              | 10  | 1                | 1                | 2                | 2                | 8                | 0 | 0                    | 0                    | 12                   |                      |                      |
| 2015-2016 | SC Rapperswil-Jona Lakers | LNB              | 28  | 0                | 3                | 3                | 8                | 17               | 0 | 0                    | 0                    | 8                    |                      |                      |
| 2016-2017 | SC Rapperswil-Jona Lakers | LNB              | 45  | 3                | 6                | 9                | 40               | 14               | 1 | 2                    | 3                    | 22                   |                      |                      |
| 2017-2018 | HC Davos                  | NL               | 32  | 0                | 0                | 0                | 8                | -                | - | -                    | -                    | -                    |                      |                      |
| 2017-2018 | Genève-Servette HC        | NL               | 6   | 0                | 1                | 1                | 4                | 2                | 0 | 0                    | 0                    | 2                    |                      |                      |
| 2018-2019 | EHC Olten                 | SL               | 41  | 8                | 19               | 27               | 68               | 10               | 0 | 2                    | 2                    | 4                    |                      |                      |
| 2019-2020 | SCL Tigers                | NL               | 16  | 0                | 0                | 0                | 0                | -                | - | -                    | -                    | -                    |                      |                      |
| 2019-2020 | EHC Kloten                | SL               | 33  | 7                | 11               | 18               | 18               | -                | - | -                    | -                    | -                    |                      |                      |
| 2020-2021 | SCL Tigers                | NL               | 52  | 3                | 3                | 6                | 47               | -                | - | -                    | -                    | -                    |                      |                      |
| 2021-2022 | SCL Tigers                | NL               | 50  | 2                | 12               | 14               | 36               | -                | - | -                    | -                    | -                    |                      |                      |
| 2022-2023 | SCL Tigers                | NL               | 46  | 3                | 0                | 3                | 44               | 6                | 0 | 2                    | 2                    | 27                   |                      |                      |
| 2023-2024 | SC Rapperswil-Jona Lakers | NL               | 21  | 0                | 1                | 1                | 6                | -                | - | -                    | -                    | -                    |                      |                      |
| 2023-2024 | HC Viège                  | SL               | 6   | 1                | 1                | 2                | 0                | 10               | 0 | 1                    | 1                    | 10                   |                      |                      |
| 2024-2025 | HC Viège                  | SL               | 43  | 3                | 13               | 16               | 18               | 14               | 3 | 2                    | 5                    | 12                   |                      |                      |
| 2024-2025 | HC Viège                  | NL Qualification | -   | -                | -                | -                | -                | 5                | 0 | 1                    | 1                    | 0                    |                      |                      |
| Totaux NL | Totaux NL                 | Totaux NL        | 233 | 8                | 18               | 26               | 145              | 8                | 0 | 2                    | 2                    | 29                   |                      |                      |
| Totaux SL | Totaux SL                 | Totaux SL        | 206 | 23               | 54               | 77               | 154              | 73               | 4 | 7                    | 11                   | 68                   |                      |                      |

#### Tournoi
| Saison              | Équipe                    | Compétition         |   | PJ | B | A | Pts | Pun                |  | Résultat |
| 2014-2015           | CP Berne                  | Coupe Suisse        | 1 | 0  | 0 | 0 | 0   | Vainqueur          |  |          |
| 2014-2015           | CP Berne                  | Ligue des champions | 1 | 0  | 0 | 0 | 0   | Phase de Groupe    |  |          |
| 2015-2016           | SC Rapperswil-Jona Lakers | Coupe Suisse        | 1 | 0  | 0 | 0 | 2   | Quart de finale    |  |          |
| 2016-2017           | SC Rapperswil-Jona Lakers | Coupe Suisse        | 1 | 0  | 0 | 0 | 0   | Huitième de finale |  |          |
| 2017-2018           | HC Davos                  | Ligue des champions | 5 | 0  | 0 | 0 | 2   | Phase de Groupe    |  |          |
| 2017-2018           | HC Davos                  | Coupe Suisse        | 4 | 1  | 0 | 1 | 12  | Finale             |  |          |
| Coupe Spengler 2017 | HC Davos                  | Coupe Spengler      | 1 | 0  | 0 | 0 | 0   | Demi-Finale        |  |          |
| 2018-2019           | EHC Olten                 | Coupe Suisse        | 2 | 0  | 1 | 1 | 2   | Huitième de finale |  |          |
| 2019-2020           | SCL Tigers                | Coupe Suisse        | 1 | 0  | 0 | 0 | 0   | Quart de finale    |  |          |
| 2020-2021           | SCL Tigers                | Coupe Suisse        | 2 | 2  | 0 | 2 | 2   | Huitième de finale |  |          |
| 2023-2024           | SC Rapperswil-Jona Lakers | Ligue des champions | 2 | 2  | 0 | 2 | 2   | Quart de finale    |  |          |
| 2024-2025           | HC Viège                  | Coupe Suisse        | 2 | 2  | 0 | 2 | 2   | Huitième de finale |  |          |

## Trophées et honneurs personnels
- 2010-2011
  - Champion d'Élite Novizen avec le CP Berne

- 2013-2014
  - Champion d'Élite Junior A avec le CP Berne

- 2014-2015
  - Vainqueur de la Coupe Suisse avec le CP Berne

- 2018-2019
  - Meilleur +/- de la SL avec l'EHC Olten

- 2024-2025
  - Champion de Swiss League avec le HC Viège

## Transactions et contrats
- Le 28 décembre 2014, il est prêté par le CP Berne au EHC Olten[13].

- Le 28 janvier 2015, il s'engage pour les deux prochaines saisons avec le SC Rapperswill-Jona[14].

- Le 30 avril 2017, il obtient un essai avec le HC Davos[15].

- Le 28 août 2017, Davos l'engage pour un an[16].

- Le 30 janvier 2018, il rejoint le Genève-Servette HC pour la fin de la saison[17].

- Le 4 juillet 2018, il signe un contrat d'un an avec Olten[18].

- Le 31 janvier 2019, il s'engage pour les 2 prochaines saisons avec le SC Langnau[19].

- Le 14 septembre 2019, il est prêté au EHC Kloten[20].

- Le 2 février 2021, il prolonge de 2 ans avec Langnau[21].

- Le 29 novembre 2022, il signe pour les 2 prochaines saisons avec Rapperswill[22].